# Zygmunt Arzt
Zygmunt Arzt (ur. w 1884 na Węgrzech, zm. 1939 w Bielsku) – przemysłowiec, syjonista, radny miasta Bielska.

## Życiorys
Studiował w Berlinie. W 1926 r. był właścicielem fabryki sukna przy ul. Rzeźniczej 20, a od 1934 roku – Fabryki Towarów Wełnianych i Sukna przy ul. Piłsudskiego 4 oraz Fabryki Olejów Roślinnych Zygmunt Arzt, Bielsko.
W latach 20. XX w. dwukrotnie wybrany delegatem Organizacji Syjonistycznej w Polsce. Uczestniczył w kongresach syjonistycznych w Bazylei i Zurychu. W latach 30. XX w. pełnił funkcję prezesa bielskiej Gminy Wyznaniowej. W okresie 1922–1938 był radnym miasta Bielska z listy syjonistycznej.
W 1927 roku był prezydentem loży B’nai B’rith „Austria-Ezra” Bielsko.
Zmarł w 1939 roku. Został pochowany na cmentarzu żydowskim przy ul. Cieszyńskiej 92 w Bielsku (sektor B, rząd I, nr grobu 594). 

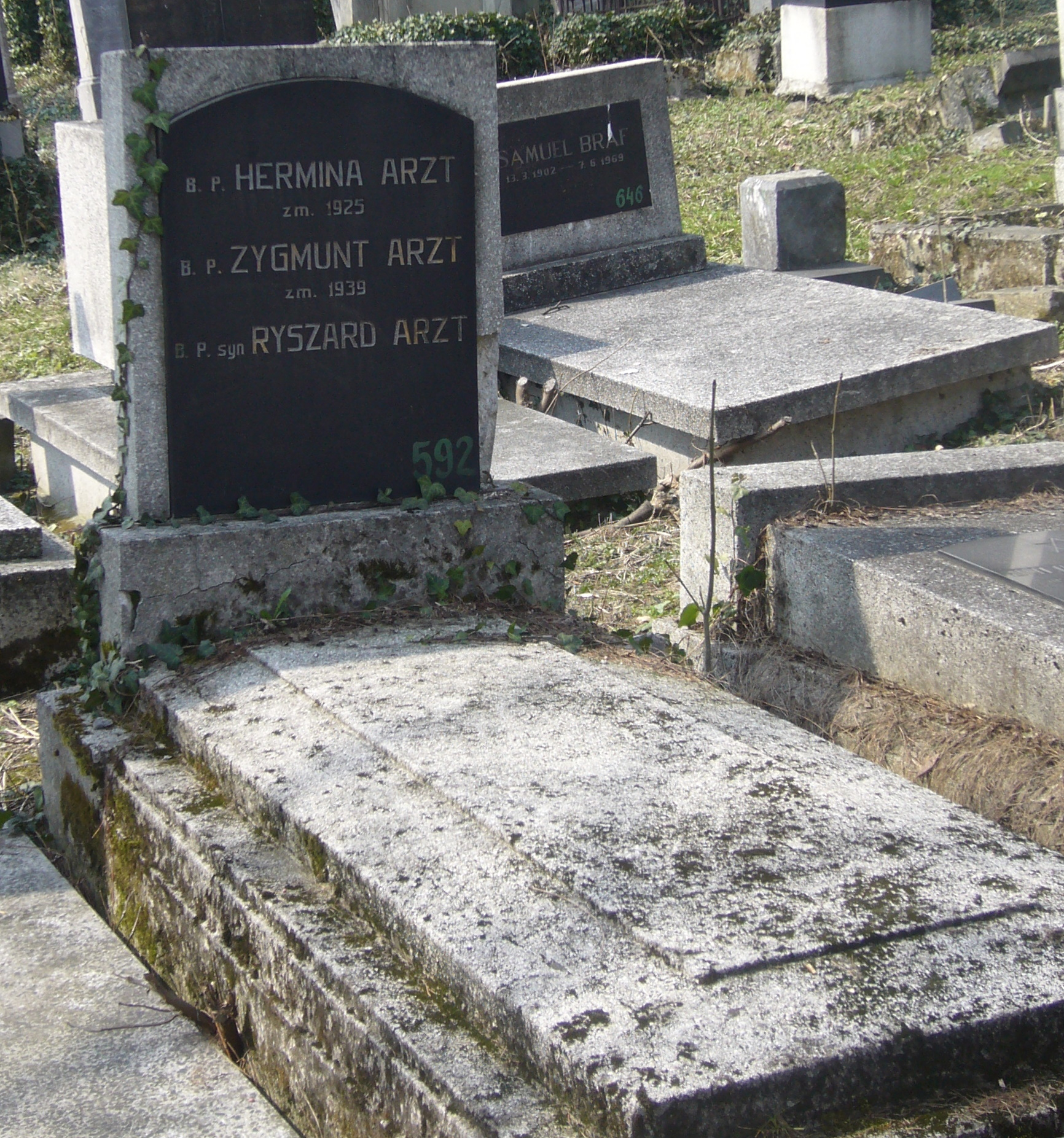
Arzt family grave

W 1948 roku Fabryka Olejów Roślinnych Zygmunt Arzt została przejęta na rzecz Skarbu Państwa.